# Bessie Love
Bessie Love (Midland, Texas, 10 de setembre de 1898 – Londres, 26 d'abril de 1986) va ser una actriu de cinema, teatre i televisió amb una de les carreres més llargues del món del cinema.

## Biografia
Bessie Love (nom artístic de Juanita Horton va néixer el 10 de setembre de 1898 a Midland (Texas). Poc després la seva família es va traslladar a Arizona, després a New Mexico i finalment a Los Angeles. El 1915, Juanita buscava una feina d'estiu per poder-se pagar els estudis i va acudir a la Reliance-Majestic de D.W. Griffith. Griffith la va contractar de seguida tot i que a canvi va haver d'abandonar els estudis. A més a més, donat que a la Keystone hi havia una actriu amb el nom de Juanita Hansen, li va proposar canviar-se el nom pel de Bessie Love. Poc després, Griffith ja li va donar petits papers a pel·lícules com The Birth of a Nation (1915) i Intolerance (1916). Bessie va seguir Griffith a la Fine Arts Film Company i a la Triangle, i aviat va esdevenir popular, treballant amb Douglas Fairbanks a "Reggie Mixes In" (1916) i amb William S. Hart a "The Aryan" (1916).
Posteriorment va ser contractada per la Vitagraph protagonitzant diferents drames i comèdies. Com a resultat de la seva popularitat va ser seleccionada com una de les WAMPAS Baby Star el 1922. Durant els anys 20 va actuar en pel·lícules com "St. Elmo" (1923) amb John Gilbert, "Those Who Dance" (1924) amb Blanche Sweet, i "The King on Main Street" (1925), amb Adolphe Menjou, en la qual ballava el primer xarleston en una pantalla de cinema.
També va protagonitzar "The Lost World" (1925), la primera pel·lícula de dinoaures feta a Hollywood. Algunes de les seves millors actuacions en aquella època van ser "Dress Parade" (1927) de Cecil B. DeMille, i a "The Matinee Idol" (1928) de Frank Capra. El 1929 es va casar amb el productor William Hawks (germà de Howard Hawks) amb qui va tenir una filla però es van divorciar el 1935.
Amb la seva primera pel·lícula sonora Bessie va rebre una nominació als Oscar pel seu paper a la pel·lícula de la Metro "The Broadway Melody" (1929) però la seva popularitat es va anar diluint en pocs anys. El 1935 es va traslladar a Anglaterra per fer teatre i alguna pel·lícula ocasional, tot i que amb la Segona Guerra Mundial va tornar al seu país on va treballar per a la Creu Roja i participant en espectacles per entretenir les tropes. Acabada la guerra va fixar de nou la seva residència a Anglaterra i va continuar apareixent en rols menors en multitud de pel·lícules de tots dos costats de l'Atlàntic. A partir dels 50 va aparèixer en moltes pel·lícules de baix pressupost o telefilms tot i que també participà en grans èxits com Ragtime (1981) o Reds (1981). La darrera pel·lícula en la que va aparèixer va ser L'ànsia (1983) completant una carrera de set dècades. Va morir a Londres per causes naturals el 26 d'abril de 1986.

## Filmografia

### Cinema mut
- Acquitted (1916)
- The Flying Torpedo (1916)
- The Aryan (1916)
- The Good Bad Man (1916)
- Reggie Mixes In (1916)
- The Mystery of the Leaping Fish (1916)
- Stranded (1916)
- Intolerance (1916)
- Hell-to-Pay Austin (1916)
- A Sister of Six (1916)
- The Heiress at Coffee Dan's (1916)
- Nina, the Flower Girl (1917)
- A Daughter of the Poor (1917)
- Cheerful Givers (1917)
- The Sawdust Ring (1917)
- Wee Lady Betty (1917)
- Polly Ann (1917)
- The Great Adventure (1918)
- How Could You, Caroline?  (1918)
- A Little Sister of Everybody (1918)
- The Dawn of Understanding (1918)
- The Enchanted Barn (1919)
- Carolyn of the Corners (1919)
- The Wishing Ring Man (1919)
- A Yankee Princess (1919)
- The Little Boss (1919)
- Cupid Forecloses (1919)
- Over the Garden Wall (1919)
- A Fighting Colleen (1919)
- Pegeen (1920)
- Bonnie May (1920)
- The Midlanders (1920)
- Penny of Top Hill Trail (1921)
- The Honor of Ramirez (1921)
- The Spirit of the Lake (1921)
- The Swamp (1921)
- The Sea Lion (1921)
- The Vermilion Pencil (1922)
- Forget Me Not (1922)
- Bulldog Courage (1922)
- The Village Blacksmith (1922)
- Deserted at the Altar (1922)
- Three Who Paid (1923)
- The Ghost Patrol (1923)
- Souls for Sale (1923)
- Purple Dawn (1923)
- Human Wreckage (1923)
- Mary of the Movies (1923)
- The Eternal Three (1923)
- St. Elmo (1923)
- Slave of Desire (1923)
- Gentle Julia (1923)
- Torment (1924)
- The Woman on the Jury (1924)
- Those Who Dance (1924)
- The Silent Watcher (1924)
- Dynamite Smith (1924)
- Sundown (1924)
- Tongues of Flame (1924)
- El món perdut (1925)
- Soul-Fire (1925)
- A Son of His Father (1925)
- New Brooms (1925)
- The King on Main Street (1925)
- The Song and Dance Man (1926)
- Lovey Mary (1926)
- Meet the Prince (1926)
- Young April (1926)
- Going Crooked (1926)
- The American (1927)
- Rubber Tires (1927)
- A Harp in Hock (1927)
- Dress Parade (1927)
- The Matinee Idol (1928)
- Sally of the Scandals (1928)
- Anybody Here Seen Kelly? (1928)

### Cinema sonor
- The Swell Head (1928)
- The Broadway Melody (1929)
- The Idle Rich (1929)
- The Girl in the Show (1929)
- Chasing Rainbows (1930)
- They Learned About Women (1930)
- Conspiracy (1930)
- Good News (1930)
- See America Thirst (1930)
- Morals for Women (1931)
- I Live Again (1936)
- Atlantic Ferry (1941)
- Journey Together (1945)
- You Can't Take It with You (per a la TV) (1947)
- No Highway (1951)
- The Magic Box (1954)
- Weak and the Wicked (1954)
- La comtessa descalça (The Barefoot Contessa) (1954)
- Beau Brummell (1955)
- Touch and Go (1955)
- La història d'Esther Costello (The Story of Esther Costello) (1957)
- Next to No Time (1958)
- Nowhere Go (1958)
- Too Young to Love (1960)
- Pèrdua d'innocència (The Greengage Summer) (1961)
- La primavera romana de la senyora Stone (The Roman Spring of Mrs. Stone) (1961)
- The Wild Affair (1963)
- Children of the Damned (1964)
- I Think They Call Him John (1964)
- Promet-li qualsevol cosa (Promise Her Anything) (1965)
- Poppies Are Also Flower (per a la TV) (1966)
- Battle Beneath the Earth  (1967)
- I'll Never Forget What's is Name (1967)
- Isadora (The Loves of Isadora) (1968)
- 007 al servei secret de Sa Majestat (On Her Majesty's Secret Service) (1969)
- Diumenge, maleït diumenge (Sunday Bloody Sunday) (1971)
- L'or de ningú (Catlow) (1971)
- Vampyres (1974)
- The Ritz (1976)
- Gulliver's Travels (1977)
- L'amant de Lady Chatterley (Lady Chatterley's Lover) (1981)
- Ragtime (1981)
- Rojos (Reds) (1981)
- L'ànsia (The Hunger) (1983)